# Sporobolus hajrae
Sporobolus hajrae är en gräsart som beskrevs av P.Umam. och Pitchai Daniel. Sporobolus hajrae ingår i släktet droppgräs, och familjen gräs. Inga underarter finns listade i Catalogue of Life.